# Anwil
Anwil es una comuna suiza del cantón de Basilea-Campiña, situada en el distrito de Sissach. Limita al norte con la comuna de Wittnau (AG), al este con Kienberg (SO), al sur con Oltingen, y al oeste con Wenslingen y Rothenfluh.